# Медаль «За оборону Одессы»
Медаль «За оборону Одессы» учреждена Указом Президиума Верховного Совета СССР от 22 декабря 1942 года. Автор рисунка медали — художник Н. И. Москалёв.

## Положение о медали
Медалью «За оборону Одессы» награждались все участники обороны Одессы — военнослужащие Красной Армии, Военно-Морского Флота и войск НКВД, а также лица из гражданского населения, принимавшие непосредственное участие в обороне. Периодом обороны Одессы считается 5 августа — 16 октября 1941 года.
Вручение медали производилось от имени ПВС СССР на основании документов, удостоверяющих фактическое участие в обороне Одессы, выдаваемых командирами частей, начальниками военно-лечебных заведений, Одесским областным и городским Советами депутатов трудящихся.
Медали «За оборону Ленинграда», «За оборону Одессы», «За оборону Севастополя» и «За оборону Сталинграда» стали первыми советскими наградами, учреждёнными для ношения на пятиугольной колодке. Изначально их полагалось носить на правой стороне груди. Указом Президиума Верховного Совета СССP «Об утверждении образцов и описание лент к орденам и медалям СССР и Правил ношения орденов, медалей, орденских лент и знаков отличия» от 19 июня 1943 года была введена пятиугольная колодка и для других наград, носившихся до этого на колодках других форм, медали за оборону городов постановлено носить на левой стороне груди, в одном ряду с другими наградами.
Посмертное награждение не предполагалось, но позднее известны случаи награждения активных участников обороны, погибших до учреждения награды.
Медаль «За оборону Одессы» носится на левой стороне груди и при наличии других медалей СССР располагается после медали «За оборону Ленинграда», а со времени учреждения медали «За оборону Москвы» — после последней.
На 1985 год медалью «За оборону Одессы» награждено около 30 500 человек.
В более позднее время у фалеристов стала первой частью неофициального набора советских наград ВОВ "Южный бант".

## Описание медали
Медаль «За оборону Одессы» при учреждении предполагалось изготавливать из нержавеющей стали, но уже постановлением от 27 марта 1943 года материал был изменён на латунь. Медаль имеет форму правильного круга диаметром 32 мм.
На лицевой стороне медали, на фоне очертаний морского берега и маяка, изображены фигуры красноармейца и краснофлотца с винтовками наперевес. Над фигурами надпись «СССР». По окружности медали, в верхней её части, надпись «ЗА ОБОРОНУ ОДЕССЫ». В начале и в конце надписи маленькие пятиконечные звёздочки. В нижней части медали — лавровый венок, перевитый у начала ветвей ленточкой с пятиконечной звездой на ней. Лицевая сторона медали окаймлена выпуклым бортиком.
На оборотной стороне медали надпись «ЗА НАШУ СОВЕТСКУЮ РОДИНУ». Над надписью изображены серп и молот.
Все надписи и изображения на медали выпуклые.

1-й вариант ленты

Медаль при помощи ушка и кольца соединяется с пятиугольной колодкой, обтянутой шёлковой муаровой лентой шириной 24 мм. Изначально лента была установлена голубая с двумя синими полосами шириной по 5 мм каждая, на расстоянии 5 мм друг от друга. Указом от 19 июня 1943 года была установлена новая лента — оливкового цвета с продольной голубой полоской посередине шириной 2 мм.

## Иллюстрации

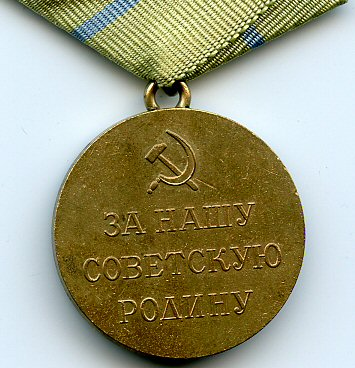
Реверс медали
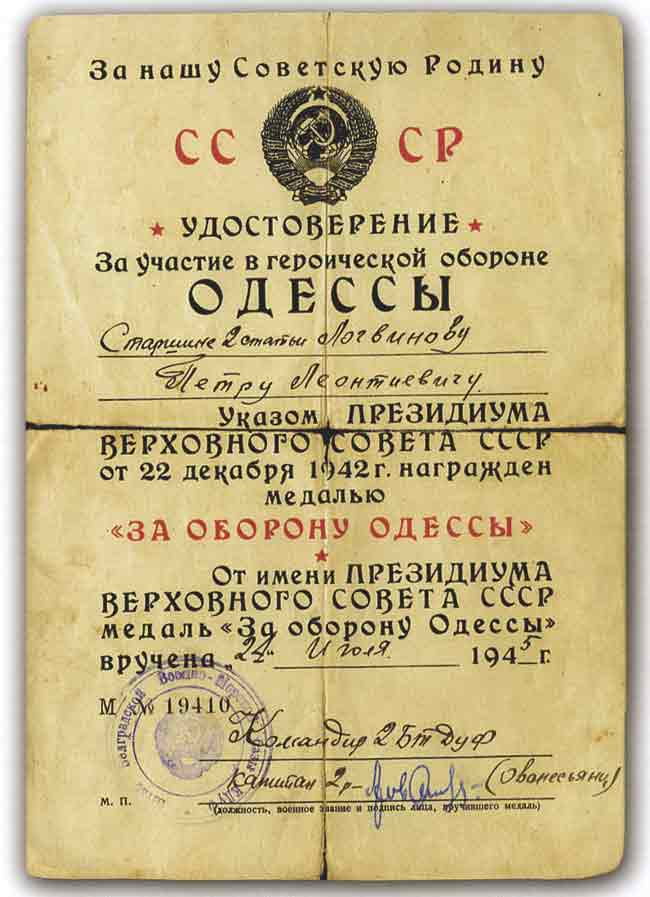
Наградное удостоверение к медали «За оборону Одессы»
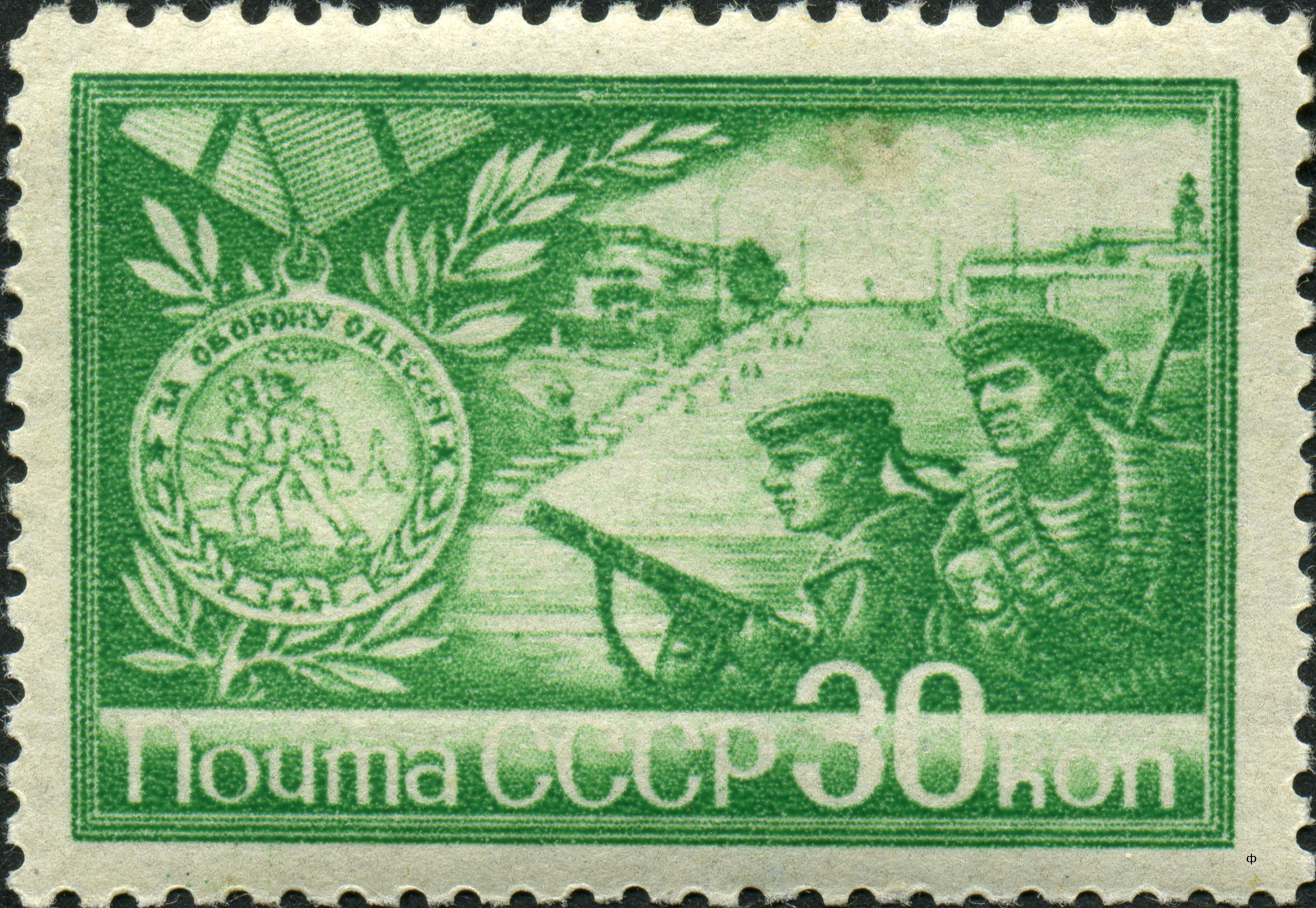
Почтовая марка СССР, 1944 год
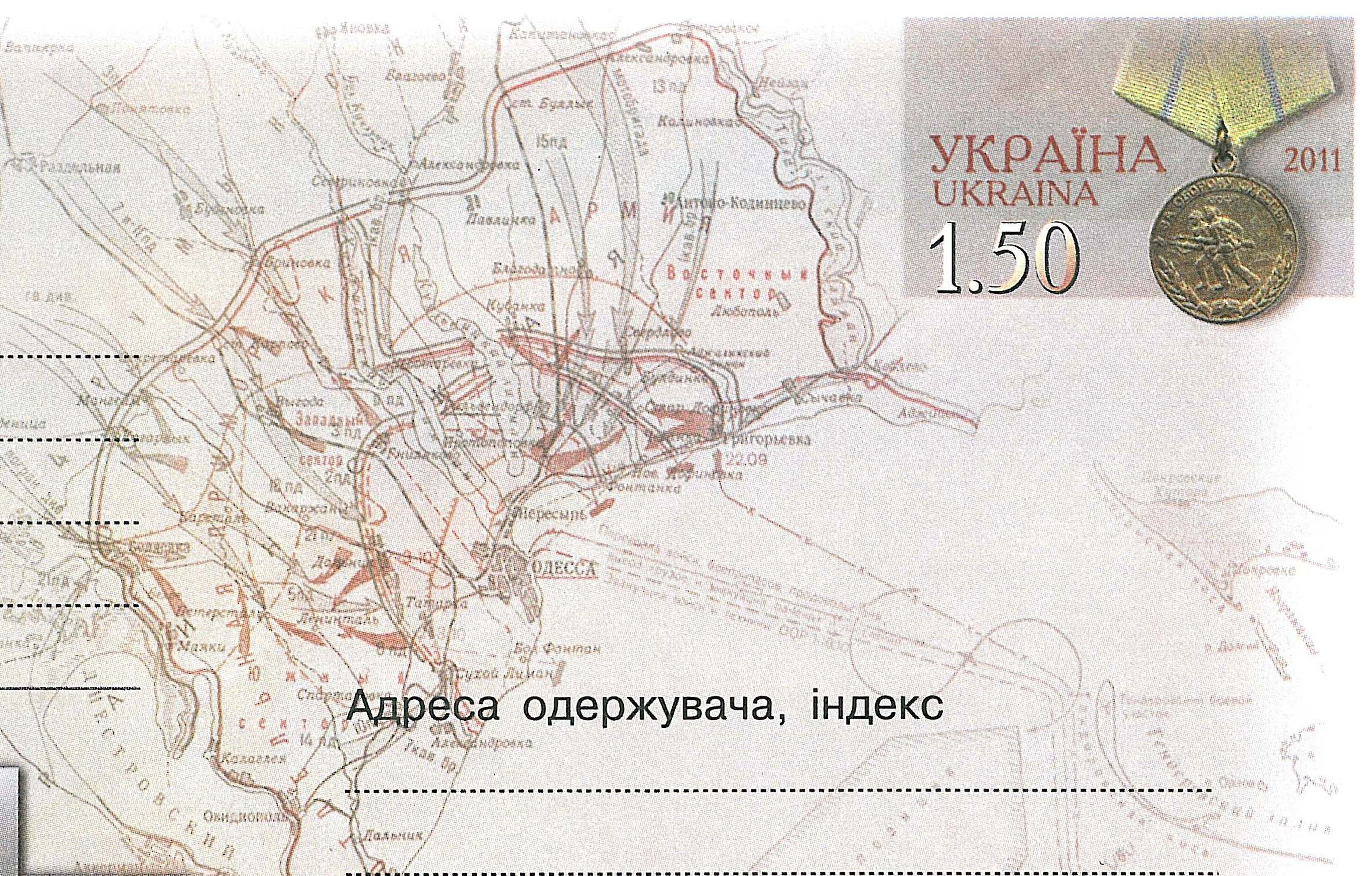
Оригинальная марка с медалью. Укрпочта, 2011 год